# Всеволожский, Всеволод Андреевич
Все́волод Андре́евич Все́воложский (25 октября (5 ноября) 1769 — 28 апреля (10 мая) 1836) — отставной гвардии ротмистр, статский советник, камергер, купец 1-й гильдии, владелец первого парохода на Каме. Член Мануфактурного совета.
Во Всеволожске ему установлен памятник (2009).

## Биография
Происходил из рода Всеволожских, которые, согласно официально признанной родословной, «причислились задним числом к роду Всеволожей». Младший сын пензенского воеводы, надворного советника Андрея Алексеевича Всеволожского (1723–1774), участника переворота 1762 года, погибшего во время восстания Пугачёва. Четырёхлетнего Всеволода с двумя старшими братьями и двумя сёстрами спас верный слуга. 
«Службу» в армии начал в 13 лет, будучи причислен сержантом в 1782 году к лейб-гвардии Преображенскому полку. В 1785 году был переведён вахмистром в лейб-гвардии Конный полк. 
В 1790 году, будучи небогатым гвардейским подпоручиком, Всеволожский женился на внебрачной дочери бывшего фаворита императрицы Елизаветы Петровны, бывшего астраханского губернатора (1763–1773), бывшего сенатора (1773–1780), генерал-поручика (1780) Никиты Афанасьевича Бекетова (1729–1794) и получил за нею в приданое двух крепостных и «бриллиантов в разных вещах на 15 228 руб., жемчугу на 1150 руб., серебряных вещей на 6450 руб. 84 коп., да деньгами и векселями 77 245 руб.». 3 июня 1791 года он приобрёл у друга своего дяди, князя А. А. Вяземского на имя и за деньги своей жены землю, 359 крепостных, остров Тюлений и каспийские рыбные промыслы при селе Чёрный Рынок в устье реки Прорвы (рукав Терека) в Кизлярском уезде Кавказской губернии (ныне село Кочубей в Дагестане), всего 127 вёрст береговой черты. 
В июле 1794 года тесть Всеволожского умер, оставив его жене состояние, приносящее сотню тысяч рублей годового дохода. Ранее Всеволожскому от тестя достались по дарственной Астраханские рыбные промыслы между устьями рек Чулпан и Каныча, земли при сельце Образцово и деревне Самосделке Астраханского уезда, три дома в Астрахани с землями при них и «Контора управления рыбными промыслами Бекетова-Всеволожского» с активами на 200 тысяч рублей.
В октябре 1796 года он стал наследником колоссального состояния своего дяди, сенатора Всеволода Алексеевича Всеволожского (1738—1796), полученного им от императрицы Екатерины II за участие в перевороте 1762 года. Дядя оставил Всеволожскому около миллиона десятин земли, рудники, заводы и промыслы в Соликамском уезде Пермской губернии, среди них Чусовские, Лёнвенские, Новоусольские, Зырянские и Орловские соляные промыслы, Пожвинский чугуноплавильный и железоделательный завод с деревнями, Елизавето-Пожевский железоделательный завод, Кизеловский рудник и около 10 тысяч крепостных, а также обширные земли в Московской губернии, в Богородском уезде — деревня Буньково и 1600 крепостных, во Владимирском уезде — деревня Зуево (25 дворов), два дома в Нижнем Новгороде с землёй и прядильной фабрикой и каменный дом в Москве на Пречистенке. 
За время службы в армии В. А. Всеволожский «в походах против неприятеля не был». Вышел в отставку в чине гвардии ротмистра 13 декабря 1796 года, практически сразу после восшествия на престол императора Павла I, установившего в Конной гвардии жёсткую дисциплину.
До 1812 года Всеволожский жил в Москве. При приближении французской армии В. А. Всеволожский отправил в ополчение 45 своих крепостных из Богородского уезда, 300 крепостных из Пермского имения, пожертвовал обмундирование для 2000 нижегородских ополченцев, а сам перебрался в Казань, а затем в заводской посёлок Пожва на Урале. В 1818 году он поселился возле столицы, на мызе Рябово в Шлиссельбургском уезде.

### Предприниматель
Человек необыкновенно деятельный и энергичный, Всеволожский активно занимался предпринимательством. Управляющим Пожвинским горнозаводским округом В. А. Всеволожского был уникальный местный гидротехник-самоучка, крепостной Василий Петрович Воеводин (1764–1829), под руководством которого в период 1804—1818 годов был достроен Елизавето-Пожевский, а также построены Марьинский, Александровский, Майкорский и Всеволодо-Вильвенский железоделательные заводы. В 1826 году Всеволожским началось освоение Всеволодо-Благодатских золотых приисков на реке Стрелебной в Верхотурском уезде Пермской губернии. 
С 1810 года на Пожвинском заводе В. А. Всеволожского работал по контракту французский профессор математики, механик Жан-Батист Пуадебар (1761–1824). В 1811 году он изобрёл кабестан — вертикальный ворот, приводимый в движение лошадьми, на основе которого построил первые в России суда на конной тяге. В том же году три коноводные баржи, гружённые солью, пройдя по Каме и Волге, успешно прибыли на ярмарку в Нижний Новгород. Несмотря на полученную им 29 мая 1814 года десятилетнюю привилегию на постройку таких судов, которая является первым в истории России патентом, от Всеволожского за использование своего изобретения, сэкономившего помещику значительные средства, Пуадебар получил лишь заёмное письмо, под которое его никто не хотел ссужать деньгами, и умер в 1824 году в абсолютной нищете. 
В 1815 году в Пожву по приглашению Всеволожского приехал работать в должности главного механика завода, выдающийся русский изобретатель, инженер и конструктор Пётр Григорьевич Соболевский (1782–1841), который наладил газовое освещение производственных помещений, провёл первые в России опыты по пудлингованию железа и построил два первых парохода на Каме, на одном из которых Всеволожский совершил в 1817 году поездку в Казань. По истечении контракта инженер П. Г. Соболевский был выкинут Всеволожским за ворота без выплаты жалования. Из судебного иска Соболевского: «когда уже все было мною кончено и дело пошло к расчету, то он, г. Всеволожский, поступил со мной так неблагородно, что я, получив отказ даже в одной паре лошадей, принужден был с семейством своим вытти из завода его пешком и без копейки денег…» идти 150 вёрст до Перми.
Вместе с действительным статским советником И. П. Поливановым в 1813 году он основал в селе Елизаветине Богородского уезда фарфоровый завод. Всеволод Андреевич был настолько увлечён своими проектами на Макарьевской, а потом и Нижегородской ярмарках, что будучи дворянином записался купцом, так как манифест императора Александра I от 1 января 1807 года разрешал дворянам становиться купцами 1-й и даже 2-й гильдии. Купец 1-й гильдии Всеволод Андреевич Всеволожский лишился права нести государственную или выборную службу, его дети Александр и Никита стали именоваться «сыновья действительного камергера и купца 1-й гильдии Всеволожского», но зато он получил возможность торговать.
Унаследовав пермские имения с долгом в полтора миллиона рублей, своим детям он их оставил с долгом в четыре с половиной миллиона. Уральские заводы под управлением Всеволода были нерентабельны. Пермское имение было неоднократно заложено и находилось под внешним управлением. В 1833 году в связи с отсутствием средств на выплаты по многочисленным долгам перед казной, было учреждено попечительство над всеми имениями Всеволожского с отделениями в Астрахани, Перми, Москве и Санкт-Петербурге. 
Скончался 28 апреля (10 мая) 1836 года. Похоронен на Охтинском кладбище.

### Всеволожский и мыза Рябово
25 мая 1818 года В. А. Всеволожский приобрёл близ столицы за 360 000 рублей у Алевтины Толстой мызу Рябово и стал её одиннадцатым владельцем. Ему досталось обустроенное имение с деревянным господским домом, стоящим на горе, десятком деревень, чуть более 8000 десятин земли и 454 крепостных мужского пола с семьями. В мастеровом цехе из местной болотной руды наладил производство сельскохозяйственных орудий, провёл газовое освещение. Высаживал сахарную свёклу из которой для нужд своей семьи производил сахар. На приусадебных территориях был разбит большой сад и возобновлена оранжерея для выращивания овощей и фруктов, там росли диковинные цветы и редкие для наших широт виноград, персики и цитрусовые. Перестроил усадебный дом. Перевёз из своего пермского имения крепостной театр и хор.
Летом в Рябово съезжался аристократический Петербург, в числе гостей были композиторы М. И. Глинка, А. А. Алябьев и А. Н. Верстовский, скульптор Ф. П. Толстой. При нём мыза Рябово стала известна и за пределами России. Внедрял на своих землях искусственный дренаж и орошение почв. Современники восхищались не столько красотой усадьбы, сколько отлично налаженным хозяйством.
Ещё при жизни В. А. Всеволожского мыза была заложена за 200 000 рублей. После его смерти в 1836 году, выяснилось, что только казённых долгов Всеволожского осталось «три миллиона сто восемьдесят восемь тысяч семьсот семьдесят три рубля сорок пять копеек; да частных долгов разным лицам, по закладной на Рябово и по обязательствам до миллиона пятисот тысяч рублей», вследствие чего имение отошло в казну.
Фамилия следующего владельца имения Рябово, внука Всеволода Андреевича — Павла Александровича Всеволожского, дала в 1895 году название железнодорожной станции, а во 2-й половине XX века — основанному им городу Всеволожску. Он же предпринял первую, неудачную попытку выкупить мызу, тем не менее памятник в 2009 году во Всеволожске был установлен не ему, а Всеволоду Андреевичу.
Окончательно рассчитаться с долгами и выкупить мызу Рябово удалось только в 1906 году жене его правнука Василия — Лидии Филипповне Всеволожской.

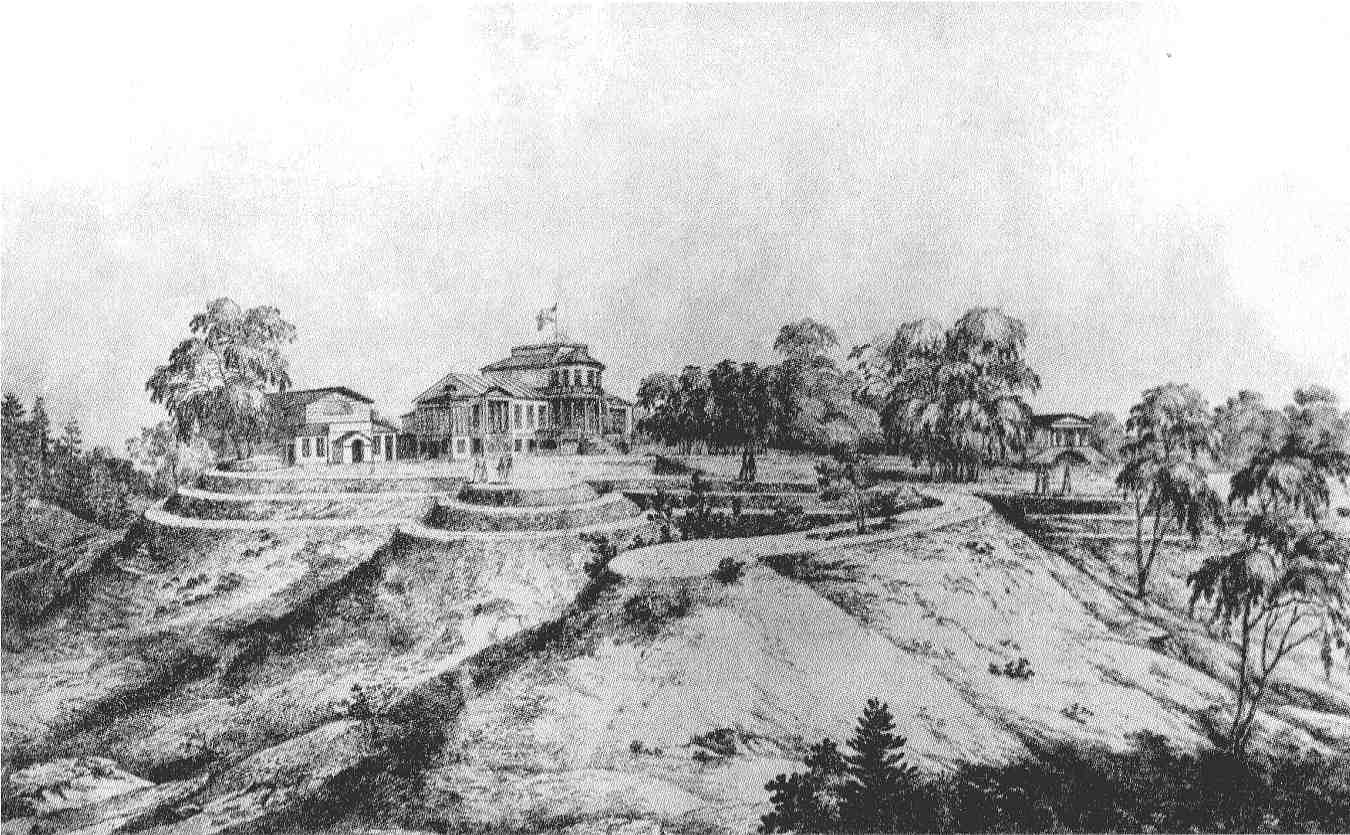
Гравюра «Вид мызы Рябовой» А. О. Дезарно (1822)
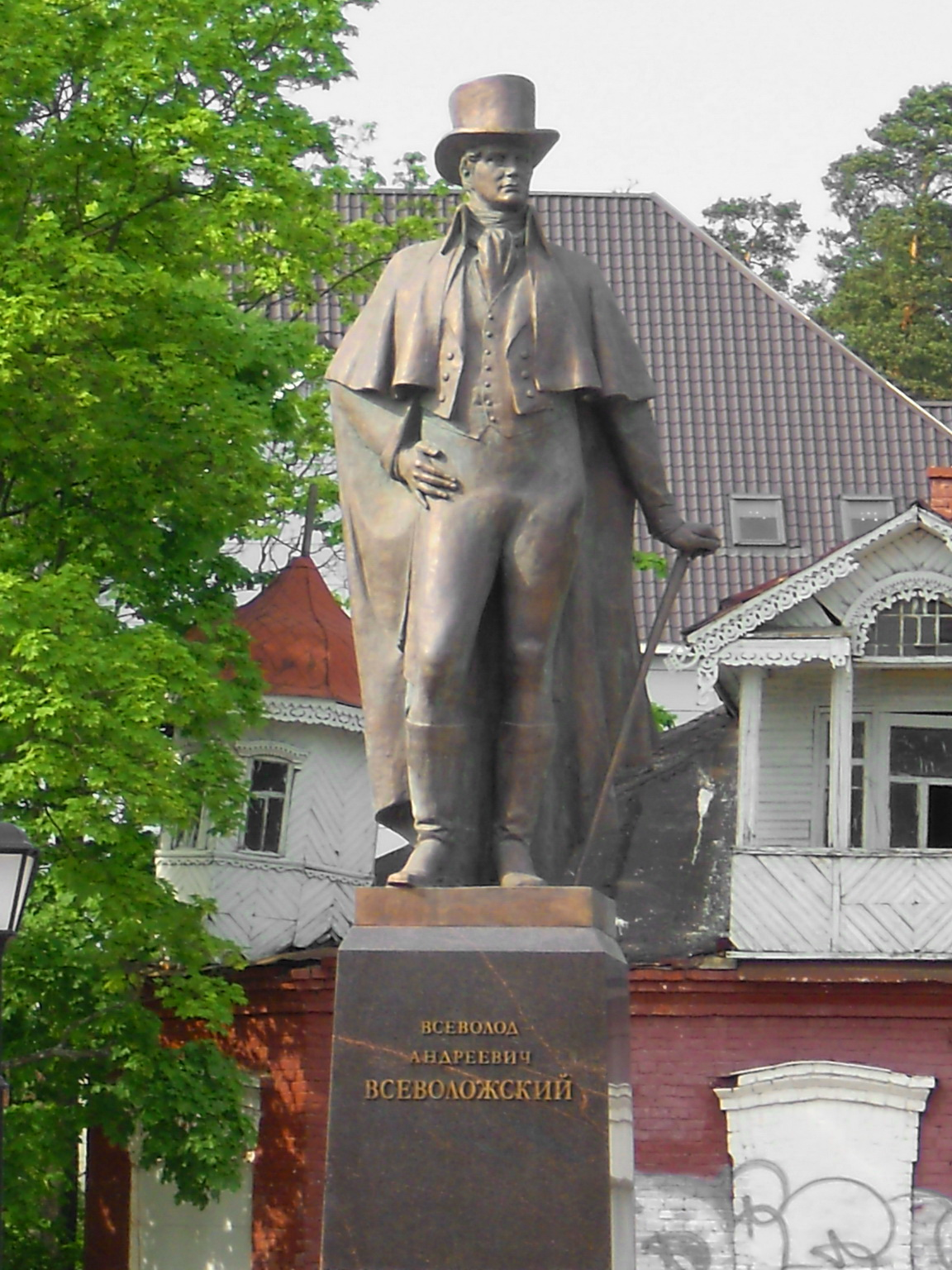
Памятник В. А. Всеволожскому во Всеволожске (2009)

### Частная жизнь
Став одним из самых богатых людей в России, Всеволожский получил прозвище «Петербургский Крёз». В аристократическом кругу он слыл настоящим русским барином, хлебосолом и театралом. В его имении часто гостили тогдашние знаменитые художники: Босси, Дж. Дау, Дезарно, позднее Тропинин. Тогдашние драматурги — Н. И. Хмельницкий, Ф. Н. Глинка, И. А. Крылов, А. А. Шаховской, И. П. Мятлев — писали для его крепостной труппы комедии, водевили; музыку для куплетов составляли А. Н. Верстовский и Л. В. Маурер, часто аккомпанировал на гитаре замечательный виртуоз С. Н. Аксёнов. Оркестр его считался одним из лучших в России, а в домашних квартетах по четвергам, посещаемых всей знатью, играли самые выдающиеся музыканты, находившиеся в Москве в то время.
По мнению М. И. Пыляева — писателя и журналиста, собиравшего занимательные истории и анекдоты XVIII — первой половины XIX веков, Всеволод Андреевич принадлежал к числу удивительных оригиналов своего времени, его замечательные чудачества, в том числе и диковинные «домашние ярмарки» он описывал так:

Гостей к нему съезжалось в день его именин несколько сот человек, и для всех были устроены особые помещения, причем приняты были меры, чтобы привычки каждого гостя не встретили ни малейшего стеснения, почему предварительно собраны были самые точные сведения от прислуги о привычках их господ и что для каждого нужно. Трудно теперь поверить, что одной прислуги у Всеволожского было до четырёхсот человек. Конюшни его вмещали до ста двадцати породистых лошадей; экипажей тоже было не менее ста. Когда Всеволожский жил на даче, за стол ежедневно садилось не менее ста человек. Он ежегодно поздравлял императрицу в день Нового года по русскому обычаю, поднося на золотом блюде персики, сливы, виноград и ананасы.

Однако это описание, никогда не бывавший на мызе Рябово, журналист М. И. Пыляев (1842—1899) составил по публикациям издателя П. П. Свиньина (1787—1839) и литератора В. П. Бурнашева (1810—1888), также никогда не бывавших на мызе Рябово и нередко обоснованно критикуемых современниками за выдумки и преувеличения. Рассказ Пыляева часто цитируется в краеведческих публикациях как исторический документ того времени, которым он не является, а изложенные в нём характеристики противоречат размерам усадебного дома и служебных помещений.

## Награды
- Орден Святого Владимира 4-й степени — 31 декабря 1807 года «за пожертвование при составлении временного земского ополчения»
- Орден Святой Анны 2-й степени — 21 января 1812 года «за пожертвование Московскому университету минералогического кабинета»
- Орден Святого Станислава 2-й степени — 16 июня 1833 года «за усовершенствование заводских изделий бывших на выставке»
- Золотая медаль «Земскому войску» — 31 декабря 1807 года «за пожертвование при составлении временного земского ополчения»
- Бронзовая дворянская медаль «В память Отечественной войны 1812 года» — декабрь 1814 года, «за поставку обмундирования для земского ополчения»
- Большая золотая медаль Мануфактурного совета — 22 августа 1829 года «за усовершенствование изделий из железа»[6]

## Семья

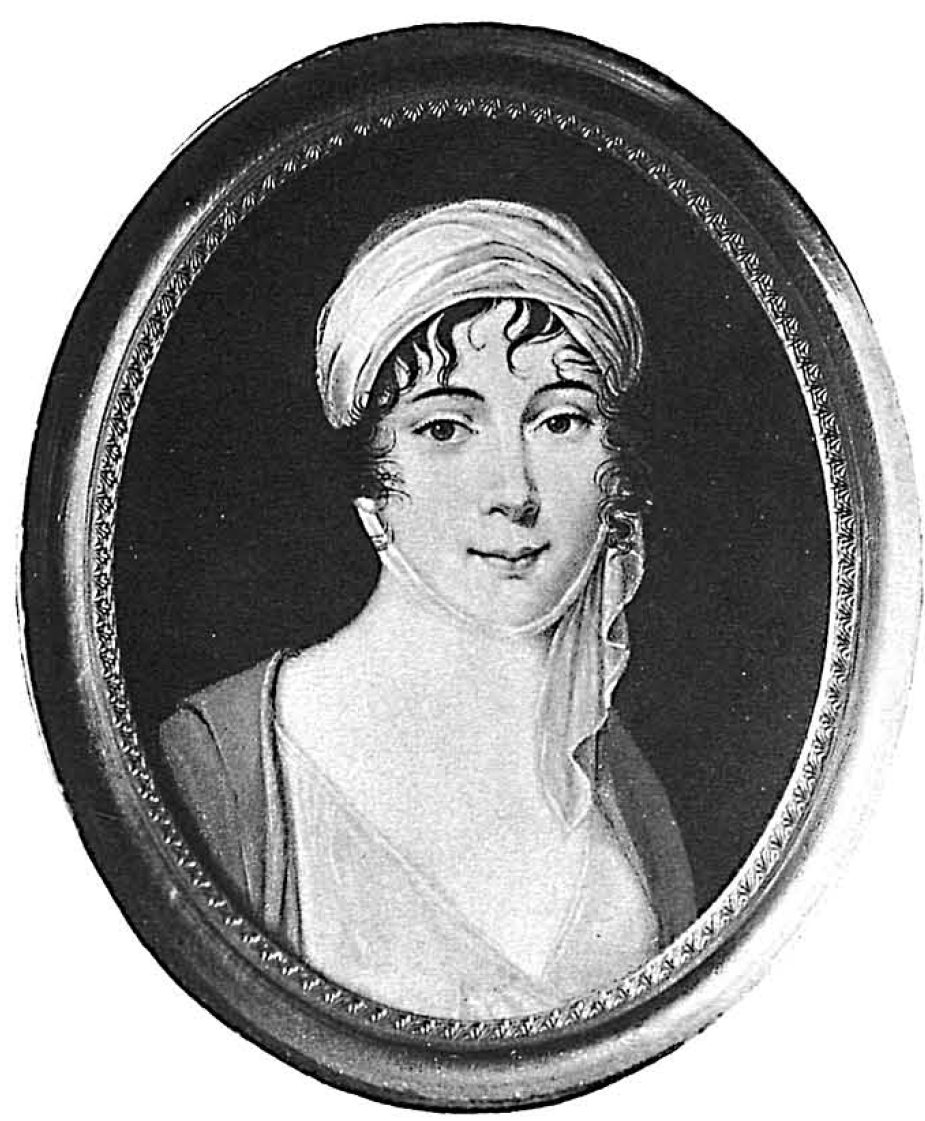
Елизавета Никитична

Братья: Алексей (?–1811), Николай (1765–1829).

Сестры: Елизавета (1766–1831), замужем за Павлом Петровичем Пущиным; Мария.
С 1790 года В. А. Всеволожский был женат на Елизавете Никитичне Бекетовой (ум. 18.04.1810), внебрачной дочери, известного своим кратковременным фавором при дворе, Елизаветы Петровны Н. А. Бекетова, человека очень богатого, владельца обширных рыбных ловлей на Волге. Все своё большое состояние Бекетов оставил двум внебрачным дочерям. Позднее Елизавета Никитична сама купила у князя Вяземского более 100 тыс. десятин земли за 100 тыс. рублей на Кавказе, в Кизлярском уезде, по берегу Каспийского моря. 
В браке они имели трёх детей:
- Александр Всеволодович (1793—1864), во время Отечественной войны 1812 года участвовал в ополчении. Член известного литературного общества «Зеленая лампа», руководимого его младшим братом. С 1813 года корнет, участвовал в зарубежных походах и в сражениях в 1813—1814 гг. под Лейпцигом, Данцигом, Парижем. С 1817 года поручик, после штабс-ротмистр, в отставке с 1819 года в чине ротмистра. Был пожалован чинами церемониймейстера и действительного статского советника, а также придворным званием камергера. С 1849 года после раздела имений с братом жил в Пермской губернии, в Пожевском заводе. Похоронен в Москве в Новодевичьем монастыре вместе с женой Софьей Ивановной, урождённой Трубецкой (1800—1852).
- Никита Всеволодович (1799—1862), водевилист, переводчик, певец-любитель, страстный театрал. Первым браком был женат на княжне Варваре Петровне Хованской (1807—1834), дочери любовницы отца. С весны 1819 года до осени 1820 года в доме Н. В. Всеволожского (Театральная пл., 8) проходили собрания общества «Зелёная лампа».
- Мария Всеволодовна (1800—1819/1822), была замужем за генерал-майором Н. М. Сипягиным.

Долгие годы Всеволожский состоял в любовной связи с княгиней Екатериной Матвеевной Хованской, лютеранкой, дочерью профессора медицинской коллегии Матвея Христиановича Пекена. Она оставила своего мужа (с 09 января 1801 года) князя Петра Алексеевича Хованского (1760—1830) и пятерых детей и открыто жила в доме Всеволожского. В 1813 году через посредство отца пыталась получить развод, но князь Хованский не согласился. Всеволожский завещал ей все многоценное имущество своего дома, сверх того на содержание 3 тысячи рублей ежемесячно. Их дочь носила фамилию мужа матери:
- Александра Петровна Хованская (1813—1889), в первом браке была за генерал-майором, гофмаршалом И. П. Вешняковым. Во втором браке с 1843 года за А. Н. Челищевым (1819—1902), который служил в кавалергардском полку.

Дети
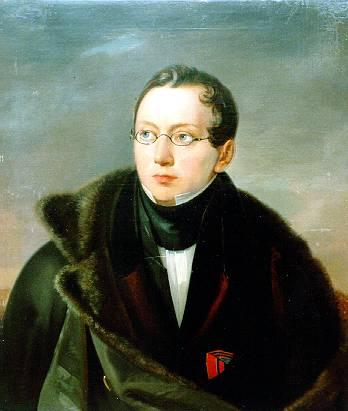
Александр
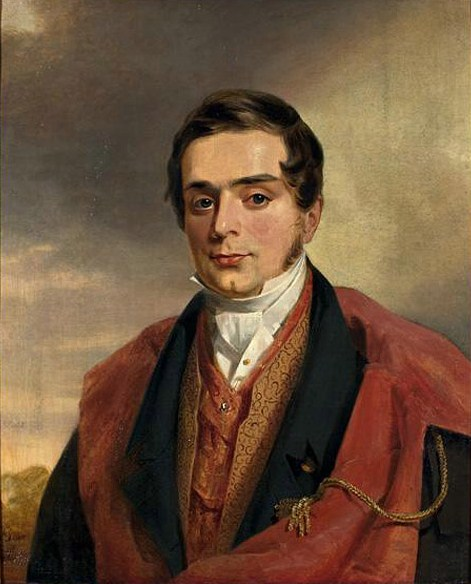
Никита
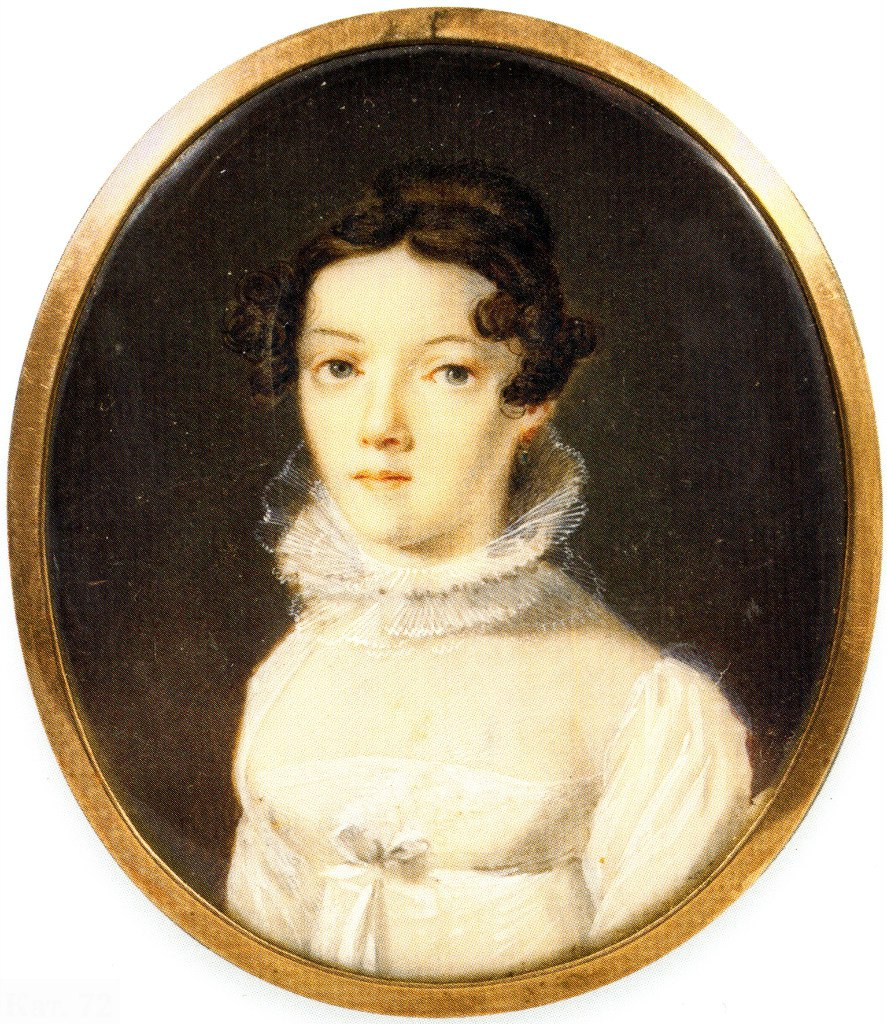
Мария
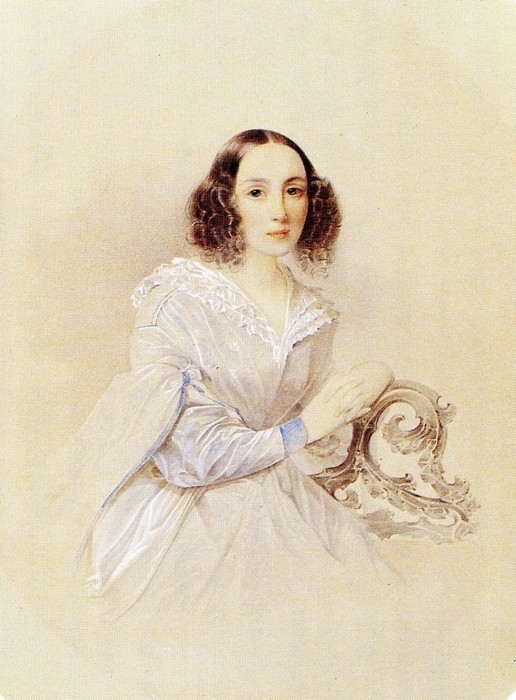
Александра